# Козловка (Николаевская область)
Козловка (укр. Козлівка) — село в Казанковском районе Николаевской области Украины.
Основано в 1922 году. Население по переписи 2001 года составляло 36 человек. Почтовый индекс — 56035. Телефонный код — 5164. Занимает площадь 0,202 км².

## Местный совет
56035, Николаевская обл., Казанковский р-н, с. Михайловка, ул. Клубная, 2а